# John Ledlie Inglis Hawkesworth
Sir John Ledlie Inglis Hawkesworth, britanski general, * 1893, † 1945.